# Baie de Saint-Leu
 (mars 2023).
Si vous disposez d'ouvrages ou d'articles de référence ou si vous connaissez des sites web de qualité traitant du thème abordé ici, merci de compléter l'article en donnant les références utiles à sa vérifiabilité et en les liant à la section « Notes et références ».
La baie de Saint-Leu est une baie de l'ouest de l'île de La Réunion. On y trouve abrite le centre-ville de la commune de Saint-Leu et plusieurs infrastructures publiques ou privées comme Kélonia, un aquarium public consacré aux tortues de mer.

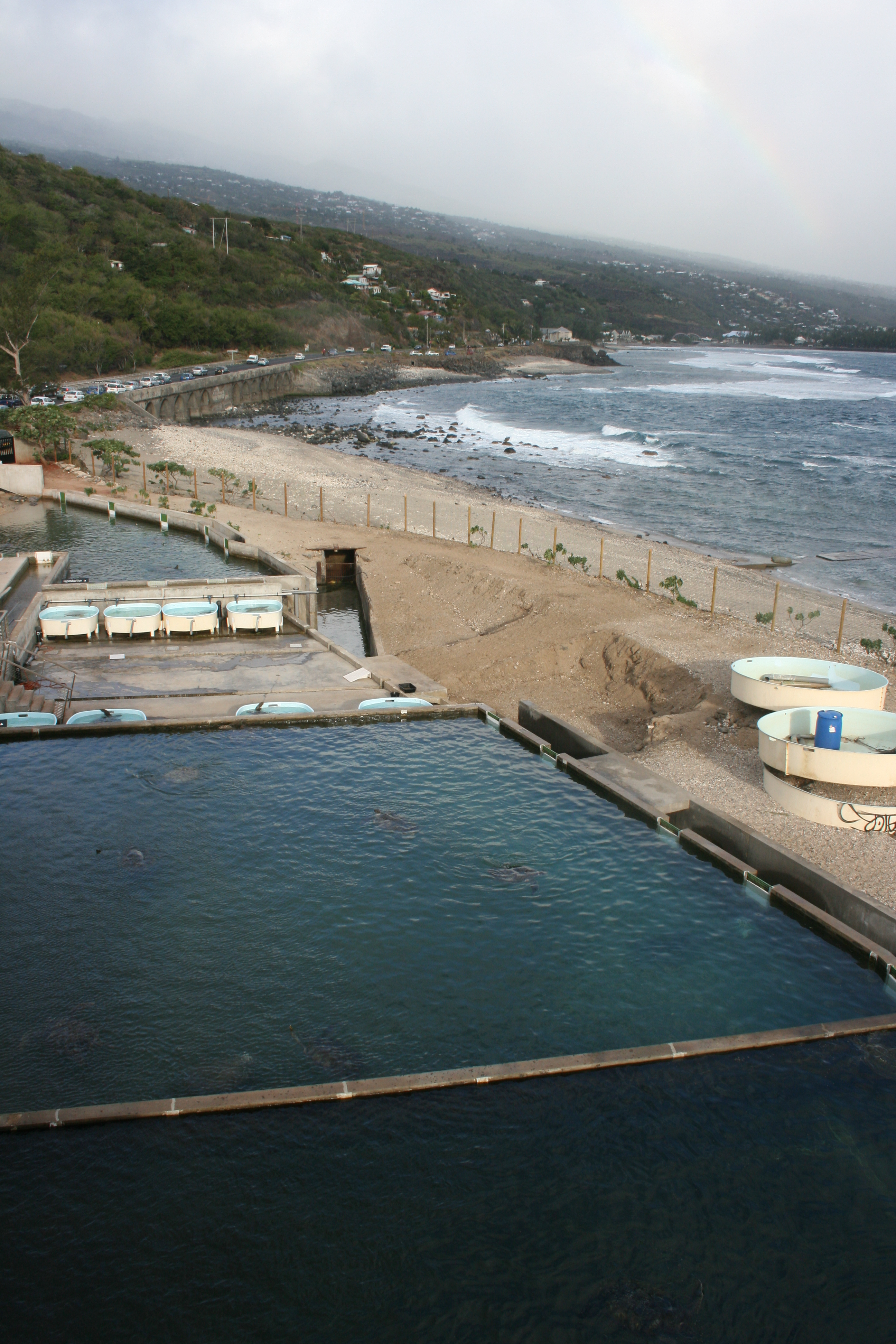
Le fond de la baie de Saint-Leu avec les bassins de Kélonia au premier plan.